# Kršćanska umjetnost
.
Kršćanska umjetnost je likovna umjetnost namijenjena kršćanskomu bogoslužju. Obuhvaća građevine (crkve, kapele, samostane), crkveni namještaj te mnoge vrste crkvenih i obrednih predmeta: kipovi, slike, misno ruho, liturgijsko posuđe, knjige itd. Razvila se je u prvim stoljećima poslije Krista, kao ranokršćanska umjetnost. Naročito se koristi Biblijom i prizorima iz života svetaca kao inspiracijom za likovna uprizorenja kršćanske vjere. U svojem razvoju prošla je sve umjetničke stilove i razdoblja europske umjetnosti, čiji je bila zamašnjak krajem antike te u cijelome srednjem vijeku – predromanika, romanika, gotika, renesansa, a kasnije posebno u baroku i klasicizmu.